# Монголын унэн
«Мо́нголын у́нэн» (монг. Монголын үнэн — Монгольская правда; в 1925—2010 годах — «Унэн») — общественно-политическая газета на монгольском языке, издающаяся в Монголии, одно из старейших периодических изданий страны.

## История
Газета основана как печатный орган Монгольской народной партии. Позже стала также печатным органом Совета Министров МНР. Впервые газета была выпущена 10 ноября 1920 года на нелегальном положении в оккупированной китайцами столице страны.
Первоначально называлась «Монголын yнэн» (Монгольская правда), в 1921—1922 «Уриа» (Призыв), с 1923 года — «Ардын эрх» (Народное право), с апреля 1925 года — «Yнэн». В 1976 году газета выходила ежедневно, а её тираж составлял 113 тыс. экземпляров. В период МНР газета была награждена двумя орденами Сухэ-Батора и монгольским орденом Трудового Красного Знамени.
В 2010 году, когда МНРП вернула своё первоначальное название — Монгольская народная партия, газета также вернула своё изначальное название.